# Římskokatolická farnost Jílové u Prahy
Římskokatolická farnost Jílové u Prahy je jedno z územních společenství římských katolíků v jílovském vikariátu s farním kostelem sv. Vojtěcha.

## Kostely farnosti
| sv. Václava        | Dolní Jirčany  | ne 8:00                   | čt: 18:00 | sv. Jiljí | Libeř | so 18:30 |
| sv. Vojtěcha       | Jílové u Prahy | ne 9:30 st 18:00 pá 18:00 |           |           |       |          |
| Božího Těla        | Jílové u Prahy | není                      |           |           |       |          |
| sv. Václava        | Jílové u Prahy | není                      |           |           |       |          |
| sv. Ludmily        | Kamenný Přívoz | 1. so v měsíci: 17:30     |           |           |       |          |
| Povýšení sv. Kříže | Pyšely         | ne 11:30                  | Út: 18:00 |           |       |          |

P. Miroslav Auxt, administrátor

Varhaníci:
Pyšely: 
- 2015 - ... Pěva Zemanová,
- ? - ? Martin Herda
- ? - ? Václav Altmann

Jílové:
- 2018- ... Veronika Olšovcová
- 2015 - 2017 Karel Rauš
- 2012 - 2015 Veronika Olšovcová
- ? - 2012 Ondřej Žák
- ? - ?  Marie Žáková
- ? - ? Stanislav Houška

Dolní Jirčany
- 2019- ? Jan Zemek
- 2015-2018 Karel Rauš